# Rhaphidophora neoguineensis
Rhaphidophora neoguineensis är en kallaväxtart som beskrevs av Adolf Engler. Rhaphidophora neoguineensis ingår i släktet Rhaphidophora och familjen kallaväxter. Inga underarter finns listade.